# Sistema educativo giapponese in epoca Meiji

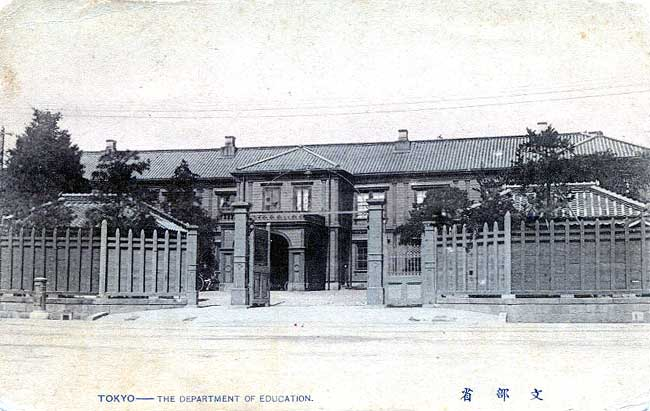
Ministero dell'educazione giapponese (ca. 1890)

Il sistema educativo giapponese nell'epoca Meiji fu una priorità dato che il governo comprese la necessità urgente di stabilire un sistema pubblico per l'educazione, allo scopo di modernizzare e occidentalizzare il Giappone. A questo scopo furono inviate all'estero delle missioni, come la missione Iwakura, per studiare i sistemi educativi dei paesi occidentali.

## Il sistema educativo in Giappone fino al 1945
Il moderno sistema educativo giapponese è nato in seguito alla restaurazione Meiji, nel 1868. Il livello di alfabetizzazione della popolazione era assai ragguardevole. Si calcola che nel 1868 il 43% dei maschi e il 15% delle donne sapessero già leggere e scrivere. Nel 1871 fu istituito il Ministero dell'Educazione (Monbushô), e nel 1872 fu varato il nuovo sistema scolastico.

## Organizzazione del sistema scolastico
Il sistema di educazione primaria era obbligatorio e garantito dallo Stato, che esercitava un controllo capillare. Un primo progetto del 1872, su modello francese, il gakusei, prevedeva che il Paese fosse diviso in 8 distretti scolastici, in ciascuno dei quali vi sarebbero state: una università, 32 scuole secondarie e 6.720 scuole primarie, dove tutti i bambini, compiuti i sei anni, avrebbero ricevuto sedici mesi di istruzione obbligatoria. Alcuni preesistenti istituti governativi di istruzione superiore furono accorpati nel 1877, e riorganizzati nel 1886 per formare l'Università Imperiale di Tôkyô, la più autorevole istituzione di tutto il sistema.
Nello stesso anno fu attuata una profonda riforma generale del sistema scolastico, volta a correggere l'orientamento individualistico e l'orientamento, ritenuto esageratamente filoccidentale, degli anni precedenti a favore di uno nazionalistico, che riaffermasse i valori tradizionali della cultura giapponese. La struttura scolastica continuò a fornire un addestramento pratico, secondo programmi di tipo occidentale, ma fu affiancata da corsi di educazione tradizionale, con forti elementi confuciani.
Una nuova svolta in senso autoritario si verificò nel 1890, anno di promulgazione del Rescritto imperiale sull'educazione, un testo contenente i principi che avrebbero guidato la politica educativa del paese, intriso di, valori etici, tradizionali. Fu un ritorno al passato, o meglio una riaffermazione della cultura nazionale, in parte ricreata dagli stessi oligarchi dell'epoca Meiji,  contro gli influssi occidentali che erano arrivati a seguito del periodo di riforme. Da questo momento il sistema educativo, diffuso capillarmente sul territorio ed in continua crescita, diventò ancora di più uno strumento per la formazione ideologica dei sudditi dell'impero.
Dopo tre mesi dalla sua promulgazione, una copia del Rescritto, insieme al ritratto dell'imperatore (Goshin'ei), venne inviata in ogni scuola del Giappone, per essere custodite in appositi spazi, e oggetto di una venerazione, che era uno degli elementi cardine dello Shintoismo di stato. Esse venivano mostrate solo in occasione delle cerimonie ufficiali, ed anche in quei momenti, attraverso una ritualità rigidamente codificata, come se si fosse stati alla presenza dell'imperatore stesso. Tutti gli studenti erano tenuti ad imparare a memoria il contenuto del Rescritto, attraverso il quale affermava che la funzione dell'educazione non era più la formazione dell'individuo, ma il “perseguire il bene pubblico ed incoraggiare gli interessi comuni”.
Dal 1903 venne resa completamente gratuita l'istruzione primaria, diventata obbligo e diritto di tutti. Il governo, infatti, era convinto che, solo se si fossero formati individui ben istruiti ci sarebbe stato progresso economico e si sarebbe potuta costruire una nazione ricca e forte, prima condizione per la cancellazione dei trattati ineguali. Il motto del governo Meiji era: “fukoku kyôhei”, ossia “paese ricco, esercito forte”. Nei primi anni il modello del sistema educativo fu ispirato a quello francese. In seguito, un altro sistema, più consono alle necessità reali del Paese fu portato avanti e, entro il 1905 la quasi totalità della popolazione giapponese era alfabetizzata, grazie anche all'innalzamento dell'obbligo dell'istruzione elementare a sei anni.
L'utilizzo, in senso autoritario, che venne fatto di tale sistema dipese dalla forte centralizzazione, fin dalla sua nascita,  che gli venne imposta dall'alto, e dagli obbiettivi per cui l'oligarchia Meiji prima, e i vertici militari dopo, se ne servirono.
I docenti in questo periodo erano considerati dei burocrati, molto specializzati, cui si chiedeva solo di impartire una educazione secondo modelli ben definiti.